# Rainer Wollny
Rainer Wollny (* 1959) ist ein deutscher Sportwissenschaftler und Hochschullehrer.

## Leben
Wollny studierte zwischen 1980 und 1986 an der Justus-Liebig-Universität Gießen sowie der Universität Bielefeld Sport und Biologie für das Lehramt (Sek. I u. II). Er legte das erste Staatsexamen ab und war hiernach von 1987 bis 1992 als wissenschaftlicher Mitarbeiter an der Uni Bielefeld tätig, an der er 1992 seine Doktorarbeit zum Thema „Stabilität und Variabilität im motorischen Verhalten: theoretische Grundlagen und elektromyographische Überprüfung der Koordination und des Erlernens komplexer Bewegungsformen im Sport“ abschloss.
Zwischen 1992 und 1994 hatte Wollny eine Stelle als wissenschaftlicher Mitarbeiter an der Freien Universität Berlin inne. Er erhielt 1995 ein Habilitationsstipendiat der Deutschen Forschungsgemeinschaft und schrieb seine Arbeit an der Ruprecht-Karls-Universität Heidelberg, wo er zudem ab 1998 bis 2006 als wissenschaftlicher Mitarbeiter tätig war. 2000 schloss er seine Habilitation im Fach Sportwissenschaft ab und erhielt für die Habilitationsschrift im Rahmen des Carl-Diem-Wettbewerbs 1999/2000 des Deutschen Olympischen Sportbundes (DOSB) die Carl-Diem-Plakette und den ersten Preis. Im Zeitraum 2000 bis 2002 nahm Wollny Vertretungsprofessuren an der Albert-Ludwigs-Universität Freiburg (Bewegungs- und Trainingswissenschaft) sowie der Universität Stuttgart (Angewandte Biomechanik) wahr. 2006 trat er an der Martin-Luther-Universität Halle-Wittenberg eine Professorenstelle für Sportwissenschaft an.
Von 2009 bis 2011 war Wollny Sprecher der Sektion Sportmotorik der Deutschen Vereinigung für Sportwissenschaft.
Zu den Schwerpunkten Wollnys Forschungsarbeit gehört die motorische Entwicklung, er befasste sich mit dem Begriff des Körperkontakts, brachte das Werk „Bewegungswissenschaft: ein Lehrbuch in 12 Lektionen“ heraus, nahm zudem Untersuchungen in den Bereichen mit Sportspielforschung, Schulen mit sportlichem Schwerpunkt, Leichtathletiktraining (unter anderem auch im Sportunterricht) und Skimethodik vor.